# Jair Nunes
Jair Nunes do Espírito Santo hay Jair (sinh ngày 15 tháng 9 năm 1994) là một cầu thủ bóng đá người São Tomé và Príncipe thi đấu cho CD Cruz ở vị trí tiền vệ.

## Sự nghiệp
Anh ra mắt quốc tế cho São Tomé và Príncipe năm 2011 trước Congo tại lượt đi Vòng loại giải vô địch bóng đá thế giới 2014 khu vực châu Phi. Anh ghi bàn thắng quốc tế đầu tiên trước Lesotho tại Vòng loại Cúp bóng đá châu Phi 2013, bằng một quả phạt đền. Anh ghi bàn thắng quốc tế thứ hai – cũng từ chấm phạt đền – vào lưới Sierra Leone cũng ở vòng loại.

## Bàn thắng quốc tế
| # | Ngày                | Địa điểm                                   | Đối thủ      | Tỉ số | Kết quả | Giải đấu                            |
| - | ------------------- | ------------------------------------------ | ------------ | ----- | ------- | ----------------------------------- |
| 1 | 15 tháng 1 năm 2012 | Sân vận động Quốc gia 12 tháng 7, São Tomé | Lesotho      | 1–0   | 1–0     | Cúp bóng đá châu Phi 2013 qualifier |
| 2 | 29 tháng 2 năm 2012 | Sân vận động Quốc gia 12 tháng 7, São Tomé | Sierra Leone | 1–1   | 2–1     | Cúp bóng đá châu Phi 2013 qualifier |
| 3 | 16 tháng 6 năm 2012 | Sân vận động Quốc gia, Freetown            | Sierra Leone | 1–0   | 2–4     | Cúp bóng đá châu Phi 2013 qualifier |